# Радослав Милојичић
Радослав Милојичић (Смедеревска Паланка, 12. јун 1984), такође познат под надимком Кена, српски је политичар. Милојичић је бивши народни посланик у Народној скупштини Републике Србије (2016—2020), бивши председник општине Смедеревска Паланка (2012—2016) и бивши председник Српске левице, а актуелни члан Српске напредне странке.

## Биографија
Рођен је 12. јуна 1984. године у Смедеревској Паланци. По занимању је економиста.
Прикључио се Демократској странци (ДС) 2002. године.
Од 2008. до 2012. године био је помоћник председника општине Смедеревска Паланка. Године 2009. именован је за председника општинског одбора ДС у Смедеревској Паланци, а 2012. године је изабран за председника општине.
Изабран је за народног посланика у Народној скупштини Републике Србије на парламентарним изборима 2016. године.
Искључен је из Демократске странке августа 2020. године.
Године 2022. изабран је за председника Српске левице. Изабран је поново за народног посланика на парламентарним изборима 2023. године, овај пут на листи Српске напредне странке (СНС).
Поднео је оставку на место председника Српске левице у јуну 2024. године и приступио Српској напредној странци.